# BC Ostenda
BC Oostende – belgijski męski profesjonalny klub koszykarski występujący w najwyższej klasie rozgrywkowej. Klub został założony w 1970 w Ostendzie. Obecnie występuje pod nazwą Filou Oostende.

## Sukcesy
- Mistrzostw Belgii:
  -  (17x) 1981, 1982, 1983, 1984, 1985, 1986, 1988, 1995, 2001, 2002, 2006, 2007, 2012, 2013, 2014, 2015, 2016
- Puchar Belgii:
  -  (17x) 1962, 1979, 1981, 1982, 1983, 1985, 1989, 1991, 1997, 1998, 2001, 2008, 2010, 2013, 2014, 2015, 2016